# Chido Obi
Chidozie Obi-Martin (Glostrup, 29 november 2007) is een Deens voetballer met Nigeriaanse roots die bij voorkeur als aanvaller speelt. Hij tekende in 2024 voor Manchester United.

## Clubcarrière
Arsenal haalde Obi in 2022 weg bij het Deense KB. In september 2024 trok hij naar Manchester United. Op 16 februari 2025 debuteerde hij in de Premier League tegen Tottenham Hotspur als invaller voor Casemiro.